# Dalsjöfors Gymnastik och Idrottsförening
Il Dalsjöfors Gymnastik och Idrottsförening, solitamente abbreviato in Dalsjöfors GoIF, è una società polisportiva svedese con sede a Dalsjöfors, una delle 17 tätort (aree urbane) presenti nel comune di Borås.
Fondata nel 1925 è rimasta attiva fino al 2012 quando fu costretta a chiudere per fallimento, quindi rifondata lo stesso anno.
Il Dalsjöfors GoIF annovera squadre che partecipano a diverse discipline sportive, tra le quali  calcio, con sezione maschile e femminile, ginnastica, orientamento, pétanque (una variante delle bocce), e sci.
I risultati più rilevanti provengono dalla sezione femminile calcistica, la quale dopo anni costantemente iscritta all'Elitettan, il secondo livello del campionato svedese di calcio femminile, nel 2010 riuscì a vincere il torneo aggiudicandosi il diritto di giocare in Damallsvenskan. La squadra tuttavia, dopo una stagione negativa, venne subito retrocessa ma lo sforzo economico necessario per gestire un campionato professionistico di primo livello influì negativamente nella gestione dell'intera società tanto da causarne la chiusura nel 2012.